# Cruce de los Baños
Cruce de los Baños ist der Hauptort des Municipios Tercer Frente. Er hat etwas mehr als 1000 Einwohner und liegt im Osten Kubas, ungefähr 40 Kilometer westlich von Santiago de Cuba. Obst- und Gemüseanbau sowie Viehzucht sind der Haupterwerb in den umliegenden Dörfern.

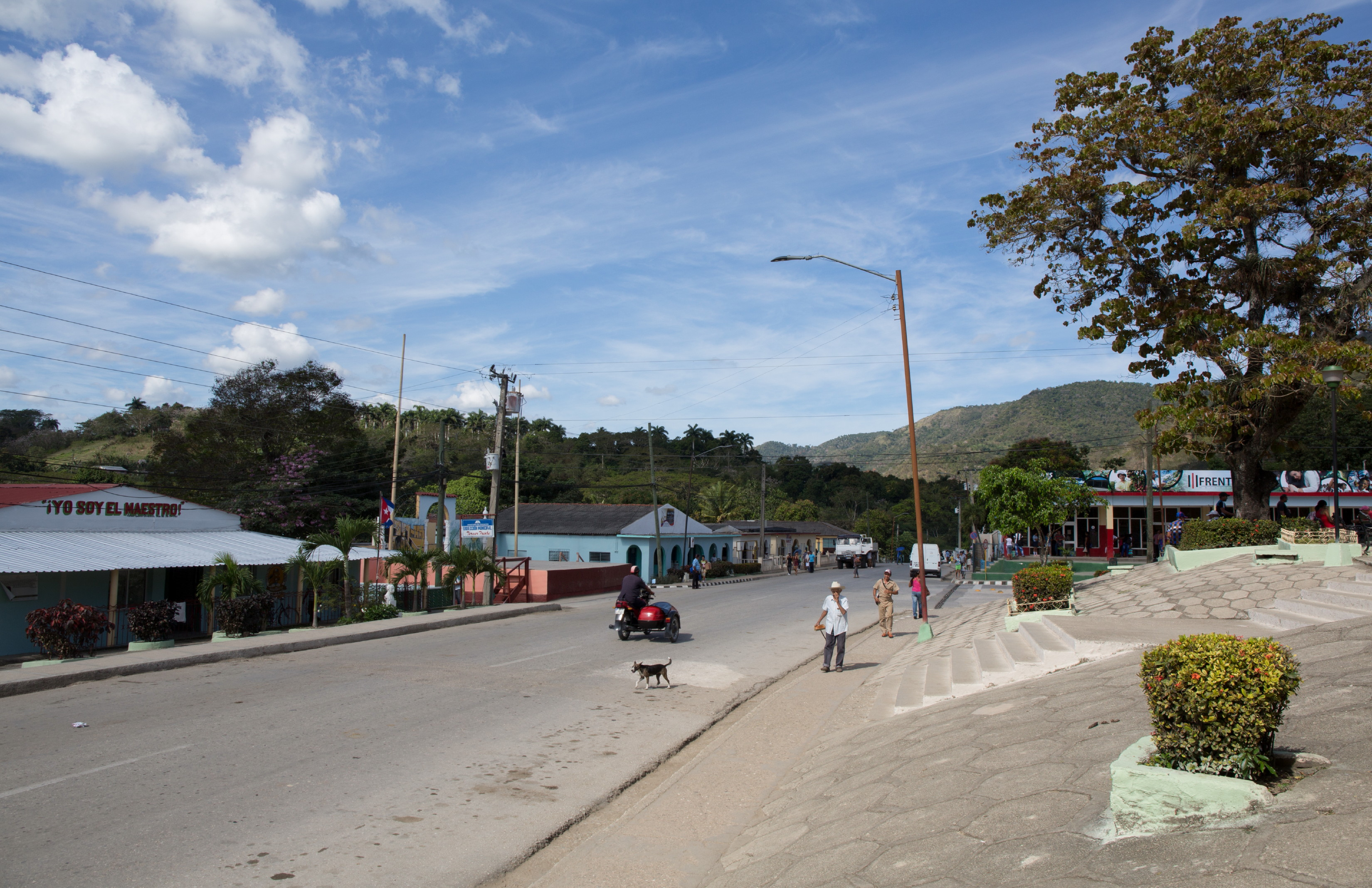
Cruce de los Baños

Ein touristisches Ziel ist der Wasserfall El Saltón, an dem ein Zwei-Sterne-Hotel errichtet wurde. 15 Kilometer südlich befindet sich das ehemalige Hauptquartier der Dritten Revolutionären Front (Tercer Frente) unter Führung des Comandante Juan Almeida.